# Carl Jacob Löwig
Carl Jacob Löwig (alemany: Carl Löwig)  (Bad Kreuznach, 17 de març de 1803 - Breslau, 27 de març de 1890) fou un químic alemany descobridor del brom independentment d'Antoine Jérôme Balard.
Löwig rebé el seu doctorat a la Universitat de Heidelberg la qual tesi fou dirigida per Leopold Gmelin. Durant la seva recerca sobre les sals minerals descobrí el brom en 1825, com un gas de color marró després de l'evolució de la sal va ser tractat amb clor. Després de treballar a la Universitat de Heidelberg i la Universitat de Zúric es convertí en el successor de Robert Wilhelm Bunsen a la Universitat de Breslau. Un dels seus alumnes més destacats fou Hans Heinrich Landolt.